# 수원 삼성 블루윙즈 2014 시즌
수원 삼성 블루윙즈 2014 시즌는 수원 삼성 블루윙즈의 시즌이다.